# Walter Reuter
Walter Reuter (* 4. Januar 1906 in Berlin; † 20. März 2005 in Cuernavaca, Mexiko) war deutscher Fotograf für die Arbeiter-Illustrierte-Zeitung AIZ, Teilnehmer des Spanischen Bürgerkrieges und floh nach Mexiko ins Exil.

## Leben

### Berliner Jahre

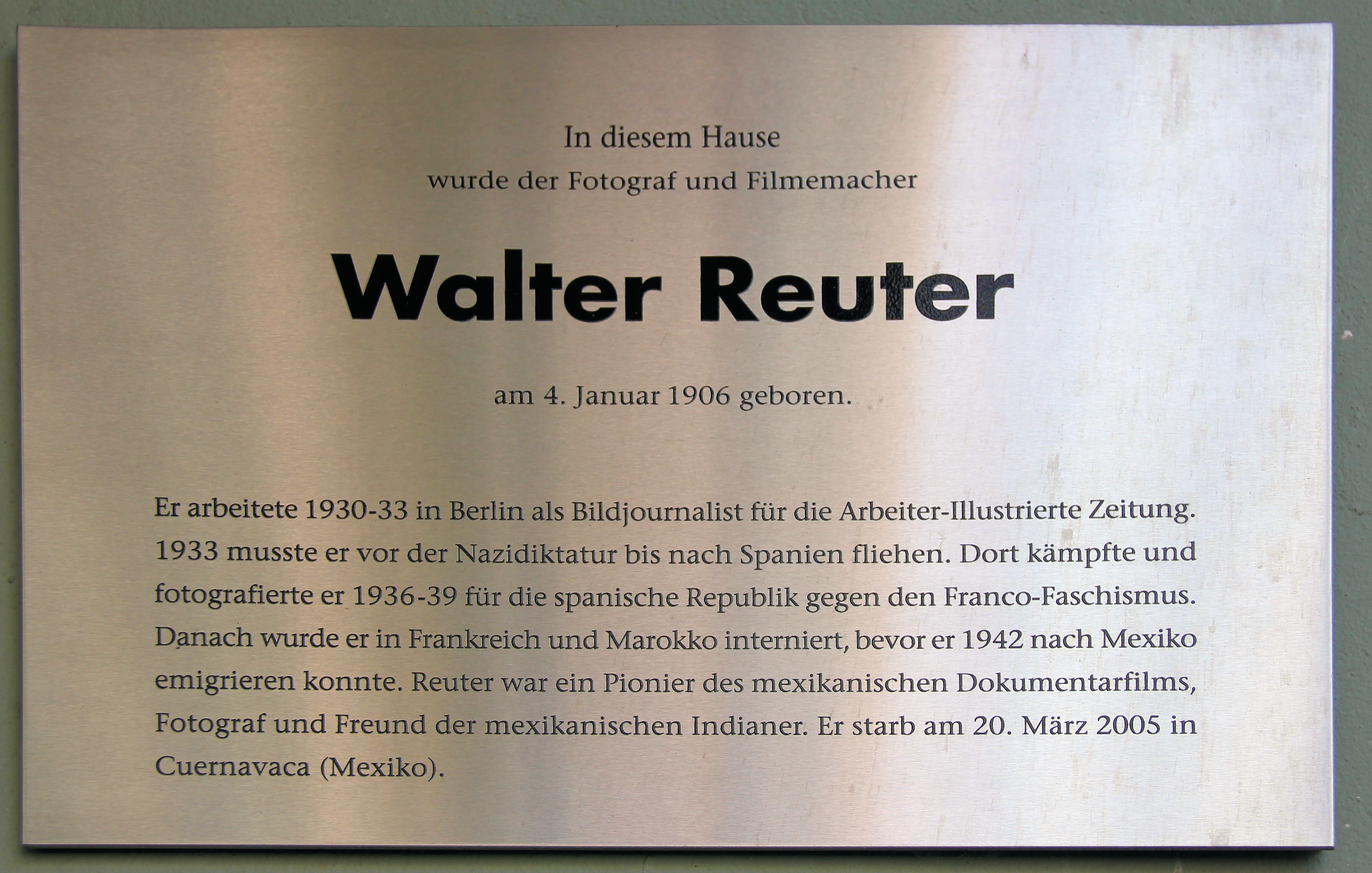
Gedenktafel am Haus Seelingstraße 21, in Berlin-Charlottenburg

Walter Reuter wuchs im Arbeiterviertel von Berlin-Charlottenburg auf. Mit 14 Jahren begann er eine Lehre als Chemigraf und arbeitete später auch als Schauspieler, Tänzer und Fotoreporter. Die deutsche Jugendbewegung hatte großen Einfluss auf seine Entwicklung und begeisterte ihn für die Avantgarde-Kunst der 1920er-Jahre, Literatur, Theater und Ausdruckstanz. Er fotografierte für den Grafiker und Gründer der Deutschen (autonomen) Jungenschaft vom 1. November 1929 Eberhard Koebel, der Reuters Aufnahmen in seinen Zeitschriften Das Lagerfeuer und Der Eisbrecher veröffentlichte.
Als er 1929 wegen seiner Solidaritätsbekundung mit den Opfern des Blutmai seine Arbeit als Chemiegraph verlor und auf einer sogenannten Schwarzen Liste stand, brachte er sich autodidaktisch das Fotografieren bei und begann für die Arbeiter-Illustrierte-Zeitung Fotoreportagen zu machen, zum Beispiel 1931 Der Mordsturm 33, über jene SA-Einheit (SA-Sturm 33), gegen die sein Freund, der junge Rechtsanwalt Hans Litten (der später im KZ Dachau umkam), den sogenannten Edenprozess führte und Adolf Hitler als Zeugen vorlud. Wegen dieser Berichte fürchtete Walter Reuter um sein Leben und floh zwei Wochen nach dem Reichstagsbrand im Frühjahr 1933 mit seiner jüdischen Freundin Sulamith Siliava über die Schweiz und Frankreich nach Spanien.

### Spanischer Bürgerkrieg
Als 1936 der Spanische Bürgerkrieg ausbrach, reiste seine Frau Sulamith Reuter, geb. Siliava, mit dem gemeinsamen Sohn Jasmin nach Paris und Walter Reuter kämpfte drei Monate in der republikanischen Armee als Soldat und dann für die weiteren Jahre des Krieges als Kriegsberichterstatter im Dienst der demokratischen Regierung. Er wurde zweimal verwundet. Seine Aufnahmen kamen über die New Yorker Bildagentur Black Star und über die Pressestelle des spanischen Außenministeriums in die Weltpresse, wo sie allerdings oft ohne Namensnennung veröffentlicht wurden.
Hatte Walter Reuter in seiner Zeit bei der Arbeiter-Illustrierte-Zeitung schon mit dem berühmten Fotomontagekünstler John Heartfield zusammengearbeitet, so lernte er jetzt nahezu alle deutschen Spanienkämpfer und ausländischen Journalisten kennen, unter ihnen Ernest Hemingway, Arthur Koestler und Robert Capa, mit dem er Negative und Fotomaterial tauschte. Als Capas Lebensgefährtin, die deutsche Fotografin Gerda Taro, bei Madrid von einem vorbeifahrenden Panzer tödlich verletzt wurde, war er einer der letzten, der mit ihr sprechen konnte.
Von Spanien aus gelang ihm nach dem Zusammenbruch der spanischen Republik die Flucht nach Frankreich zu seiner Familie. Er wurde als Spanienkämpfer mehrfach durch die französische Regierung festgenommen und in verschiedene Internierungslager gebracht, zum Schluss 1940 nach Colomb-Béchar in der französischen Sahara, wo er beim Bau der Transsahara-Eisenbahnstrecke durch die Wüste eingesetzt wurde. Es gelang ihm 1942 eine abenteuerliche Flucht nach Casablanca, wo er vereint mit Frau und Sohn mit dem letzten portugiesischen Schiff, der San Thomé, am 20. März 1942 nach Mexiko auswandern konnte. Er erhielt ein Visum für Mexiko, das großzügig Visa für deutsche Antifaschisten, die in Spanien gekämpft hatten, ausstellte.

### Exil in Mexiko
Als Aufenthaltsort wurde ihm die 156 Kilometer südöstlich von Mexiko-Stadt gelegene Stadt Puebla am Fuße der Vulkane Popocatépetl und Iztaccíhuatl zugewiesen. Nachdem er dort keine Arbeit gefunden hatte, ließ er seine schwangere Frau Sulamith und seinen kleinen Sohn Jasmin zurück und ging als Fotograf nach Mexiko-Stadt. Nach schwierigen Anfängen mit geliehener Kamera wurde er zu einem der führenden Fotojournalisten Mexikos und gilt heute als derjenige, der den modernen Fotojournalismus in Mexiko eingeführt hat. Er lieferte Fotoreportagen für die wichtigsten mexikanischen Illustrierten, wie Hoy (Heute), Nosotros (Wir), Mañana (Morgen) und Siempre! (Immer!) und Bilddokumentationen für die Regierung. In Nosotros veröffentlichte er seine erste Fotoserie Los Techos de México (Die Dächer von Mexiko). Neben Auftragsarbeiten widmete er sich seinen bevorzugten Themen Tanz und der indigenen Bevölkerung Mexikos. Er fotografierte ebenfalls deutsche Emigranten wie Anna Seghers und Gustav Regler oder mexikanische Künstler wie Diego Rivera und José Clemente Orozco.
Ab 1946, vier Jahre nach seiner Ankunft in Mexiko, begann er zu filmen. Er führte Regie und drehte den Dokumentarfilm: Historia de un rio (Geschichte eines Flusses) über die Entstehung der Talsperre Temazcal und arbeitete etwa zehn Jahre lang als Kameramann für die mexikanische Wochenschau „Clasa y Cine Verdad“, er drehte mehrere sozialkritische Dokumentar- und Spielfilme, darunter den Episodenfilm Raíces (Wurzeln), der 1955 den Kritikerpreis bei den Internationalen Filmfestspielen von Cannes erhielt.
1954 starb seine Frau Sulamith. Einige Jahre später heiratete er Ana, eine Mexikanerin indianischer Abstammung. In einer finanziellen Notsituation musste er seine Filmkamera verkaufen und wandte sich wieder der Fotografie zu. Er unternahm noch in hohem Alter beschwerliche Reisen, z. B. in entlegene Bergregionen des Bundesstaates Oaxaca zum Stamm der Triques, mit denen ihn eine besondere Freundschaft verband.
1999 erhielt Reuter den mexikanischen Ehrenfilmpreis Ariel de Oro für sein Lebenswerk.

### Nachlass und Bildrechte
Allein der fotografische Nachlass Walter Reuters aus der mexikanischen Zeit umfasst an die 120.000 Negative und Zwischennegative und stellt ein umfassendes fotografisches Dokument zur Geschichte Mexikos und seiner indigenen Bevölkerung in der zweiten Hälfte des 20. Jahrhunderts dar. Der Nachlass wird zurzeit mit Hilfe einer Förderung des Fondo Nacional de la Cultura y las Artes (Nationalfonds für Kultur und die Künste) der mexikanischen Regierung aufgearbeitet.
Seine Arbeiten für die linke Bildpresse der letzten vier Jahre der Weimarer Republik, für die Jugendbewegung und über den Spanischen Bürgerkrieg sind erst zum Teil erforscht und erschlossen. Da Walter Reuters eigene Fotoarchive aus der Zeit von 1930 bis 1942 fünfmal vernichtet wurden oder verloren gingen – teils aus Angst vor Verfolgung durch das NS-Regime, teils auf den Stationen der Flucht nach Mexiko –, müssen Negative und Abzüge als verschollen gelten, sofern nicht in spanischen Archiven doch noch etwas davon entdeckt wird.
1989/90 wurden einige Negative von Walter Reuter aus der Zeit des Spanischen Bürgerkrieges im Zentralen SED-Archiv entdeckt, heute SAPMO. Darüber berichtet der Ausstellungskatalog einer Walter Reuter Ausstellung 1990 in Berlin.

## Auszeichnungen
- 1953 Silberne Ähre in Rom für Tierra del chicle (Land des Kautschuk), Kamera
- 1955 FIPRESCI-Kritikerpreis der Filmfestspiele von Cannes für Raíces (Wurzeln), Kamera
- 1992 Bundesverdienstkreuz
- 1999 Espejo de Luz de la 3a. Bienal de Fotoperiodismo México (Preis der 3. Biennale für Fotojournalismus in Mexiko) für sein Lebenswerk
- 1999 Ariel de Oro bei der 26. Zeremonie im Palacio de Bellas Artes, Mexiko (Goldener Löwe des Palastes der Schönen Künste Mexiko, 26. Jahrgang) für sein filmisches Werk
- 2001 Auszeichnung des Festival Internacional Cervantino, Guanajuato Mexiko, für die Ausstellung 95 imagenes x 95 años (95 Bilder × 95 Jahre)
- 2001 Senior-Stipendiat des Sistema Nacional de Creadores de Arte
- Der Premio Walter Reuter (Walter Reuter Preis) wird vom Festival Internacional de Danza Contemporánea de San Luis Potosí (Internationales Festival für zeitgenössischen Tanz San Luis Potosí, Mexiko) jährlich für das beste Tanzfoto verliehen

## Werke

### Filmographie

#### Kurzfilme
- 1953 Historia de un Rio (Geschichte eines Flusses), Regie und Kamera
- 1953 Tierra de Chicle (Land des Kautschuks), Kamera
- 1957 La Viuda (Die Witwe), Kamera
- 1957 El Hombre de la Isla (Der Mann der Insel), Drehbuch, Regie und Kamera
- 1957 Tierra de Esperanza (Land der Hoffnung), Drehbuch, Regie und Kamera
- 1957 El Botas, Kamera
- 1957 La Brecha (Die Bresche), Kamera

#### Spielfilme
- 1953 Raíces (Wurzeln), Kamera
- 1957 El Tigre de los Mayas (Der Tiger der Mayas), Kamera
- 1958 Norte (Der Norden), Kamera
- 1958 La Gran Caida/ The Big Drop (Der grosse Sturz), Kamera
- 1958 El Brazo Fuerte (Der starke Arm), Kamera
- 1958/Uraufführung 1960 Los pequeños Gigantes (Die kleinen Giganten), Kamera
- 1966 La Güera Xóchitl (Die blonde Xóchitl), Kamera

## Ausstellungen
- 1983 Galerie Ollin Yolitzli, Mexiko-Stadt
- 1983 Museo Cuauhnahuac im Cortez-Palast
- 1986 Walter Reuter y la danza (Walter Reuter und der Tanz), Museo de Arte Moderno, Mexiko-Stadt
- 1989 Fotogalerie des Casa del Lago im Chapultepec-Park, Mexiko-Stadt
- 1990 Walter Reuter – Berlin–Madrid–Mexiko: 60 Jahre Fotografie und Film 1930-1990, Neue Gesellschaft für Bildende Kunst e. V., Berlin
- 1991 Walter Reuter – Berlin–Madrid–Mexiko: 60 Jahre Fotografie und Film 1930-1990, Friedrich-Ebert-Stiftung, Bad Godesberg
- 2004 Walter Reuter: sus inicios com fotoreportero en México, 1943-1955 (Walter Reuter: seine Anfänge als Fotoreporter in Mexiko, 1943–1955), Centro de la Imagen, Mexiko-Stadt
- 2005 Las Mujeres en la obra de Walter Reuter (Die Frauen im Werk von Walter Reuter), Centro de la Imagen, Mexiko-Stadt
- 2005 Exposicion sobre la Guerra Civil española de Walter Reuter (Ausstellung über den Spanischen Bürgerkrieg von Walter Reuter), Festival Internacional Cervantino, Centro de las Artes de Guanajuato
- 2006 Walter Reuter – Deutscher Fotograf und Filmemacher in Mexiko, Villa Oppenheim, Berlin-Charlottenburg
- 2006 Walter Reuter, Filmemacher und Fotograf im Exil.1906 bis 2005, Ibero-Amerikanisches Institut Preußischer Kulturbesitz, Berlin

## Medien

### Dokumentarfilme über Walter Reuter
- 1986 Wer sich nicht aufgibt ... Die Lebensgeschichte des Berliner Fotografen Walter Reuter – Regie: Prof. em. Diethart Kerbs und Walter Uka, Produktion: Hamburger Stadtjournal
- 1991 Annäherung. Walter Reuter, Filmemacher und Fotograf im Exil. – Regie: Prof. Lothar Schuster, Berlin